# بستگان (سمیرم)
بستگان (سمیرم)، روستایی از توابع بخش مرکزی شهرستان سمیرم در استان اصفهان ایران است.

## جمعیت
این روستا در دهستان حنا (سمیرم) قرار دارد و بر اساس سرشماری مرکز آمار ایران در سال ۱۳۸۵، جمعیت آن زیر سه خانوار بوده‌است.